# Gory (stacja kolejowa)
Gory (ros. Горы) – węzłowa stacja kolejowa w miejscowości Nowinka i w pobliżu miejscowości Gory, w rejonie kirowskim, w obwodzie leningradzkim, w Rosji. Węzeł linii z petersburskich dworców Moskiewskiego i Ładoskiego z linią do Mgy i z kolejową obwodnicą Petersburga.